# Bnei Yehuda Tel-Aviv
Bnei Yehuda Tel Aviv izraelski je nogometni klub iz grada Tel Aviva. Smješten je u četvrti Tikvah, najpoznatijoj siromašnoj četvrti grada. Klub je osnovo Nathan Sulami sa svojim prijateljima u siječnju 1936. Poznat je po fanatičnim navijačima koji spadaju samom vrhu izraelskih navijača.

## Povijest
Od ulaska u prvu ligu 1959. klub je skoro cijelo vrijeme proveo u tom najelitnijem društvu izraelskog nogometa. Gradski rivali, Hapoel i Maccabi u pravilu su znatno uspješniji od Bnei Yehude.
1968. klub je osvojio nacionalni kup, svoj prvi trofej u povijesti. 1981. osvojili su drugi kup, pod vodstvom legendarnog Shlomo Sharfa. 1990. do naslova prvaka doveo ih je Moshe Sinai.
Tijekom 90-ih godina klub je bio pri vrhu lige, ali nije osvajao naslove. Sastavljeni od igrača kao Alon Mizrahi tzv. "Avion", Haim Revivo i Ukrajinac Nikolaj Kodricki. 16. ožujka 1994. Kodricki je poginuo u automobilskoj nesreći vraćajući se sa susreta Ukrajine i Izraela. Klub je potom počeo sa slabijim igrama i oporavio se tek nakon nekoliko godina. Posljednje tri godine 90-ih klub se uzastopno, tri puta, u posljednjem kolu spasio ispadanja u niži rang. 
2001. nisu se uspjeli spasiti, i ispali su nakon dugo vremena u drugu ligu. Ipak, već se sljedeće godine vraćaju u viši rang. Od tad klub se pod pokrovstvom Hezi Magena i mladog trenera Nitzan Shirazija vratio vrhu lige.
Sezone 2004./05. klub je preselio na novi stadion, Bloomfield Stadium u Tel Avivu.

### Trofeji
- 1 prvenstvo: 1990.
- 2 nacionalna kupa: 1968., 1981.
- 2 Toto kup: 1992., 1997.